# The Haunting (1999)
The Haunting is een Amerikaanse thriller uit 1999, geregisseerd door Jan de Bont en gebaseerd op de succesroman The Haunting of Hill House van Shirley Jackson. In de film spelen bekende sterren als Liam Neeson, Catherine Zeta-Jones en Owen Wilson. Een eerdere verfilming van het boek dateert uit 1963.

## Verhaal
Dr. David Marrow (Liam Neeson) is een wetenschapper die al vele jaren gefascineerd is door een eeuwenoude legende over het duistere Hill House. Dit grote sinistere huis is gebouwd in de late 18e eeuw door de grote magnaat Hugh Crain. Omdat Hugh Crain overleden is door een niet bekende dood, gaan er al eeuwen verhalen rond dat het een spookhuis is.
De wetenschapper neemt intrek in het huis samen met 3 vrijwilligers die daar denken te zijn voor een onderzoek op slaapstoornissen. De personages van Catherine Zeta-Jones, Lili Taylor en Owen Wilson nemen zonder iets te vermoeden Hill House aan als tijdelijke verblijfplaats.
Al gauw beginnen ze te twijfelen aan hun verblijfsdoel en gaan ze op zoek naar de ware aard van hun verblijf. Ze komen achter de waarheid en de vraag is of ze daar blij mee zijn.

## Rolverdeling
| Acteur               | Personage            |
| -------------------- | -------------------- |
| Lili Taylor          | Eleanor "Nell" Lance |
| Liam Neeson          | dokter David Narrow  |
| Catherine Zeta-Jones | Theodora "Theo"      |
| Owen Wilson          | Luke Sanderson       |
| Marian Seldes        | mevrouw Dudley       |
| Bruce Dern           | meneer Dudley        |
| Alix Koromzay        | Mary Lambetta        |
| Todd Field           | Todd Hackett         |
| Virginia Madsen      | Jane Lance           |
| Tom Irwin            | Lou                  |
| Charles Gunning      | Hugh Crain           |
| Debi Derryberry      | stemmen van kinderen |
| Jessica Evans        | stemmen van kinderen |
| Sherry Lynn          | stemmen van kinderen |
| Miles Marsico        | stemmen van kinderen |
| Courtland Mead       | stemmen van kinderen |
| Kyle McDougle        | stemmen van kinderen |
| Kelsey Mulrooney     | stemmen van kinderen |
| Hannah Swanson       | stemmen van kinderen |